# Ladislav Prášil
Ladislav Prášil (17 maggio 1990) è un pesista ceco, allenato da Petr Stehlík.
In carriera ha vinto due bronzi agli europei indoor: a Göteborg 2013 e Praga 2015.

## Palmarès
| Anno | Manifestazione   | Sede      | Evento         | Risultato | Misura  | Note                                     |
| ---- | ---------------- | --------- | -------------- | --------- | ------- | ---------------------------------------- |
| 2007 | Mondiali allievi | Ostrava   | Getto del peso | 31º       | 16,97 m |                                          |
| 2009 | Europei juniores | Novi Sad  | Getto del peso | 7º        | 18,85 m |                                          |
| 2011 | Europei under 23 | Ostrava   | Getto del peso | 5º        | 18,41 m |                                          |
| 2012 | Europei          | Helsinki  | Getto del peso | 19º       | 18,87 m |                                          |
| 2013 | Europei indoor   | Göteborg  | Getto del peso | Bronzo    | 20,29 m |                                          |
| 2013 | Mondiali         | Mosca     | Getto del peso | 5º        | 20,98 m |                                          |
| 2014 | Europei          | Zurigo    | Getto del peso | 13º (q)   | 19,83 m |                                          |
| 2015 | Europei indoor   | Praga     | Getto del peso | Bronzo    | 20,66 m | Miglior prestazione personale stagionale |
| 2016 | Europei          | Amsterdam | Getto del peso | 14º (q)   | 19,56 m |                                          |
| 2017 | Europei indoor   | Belgrado  | Getto del peso | 6º        | 20,73 m |                                          |
| 2017 | Mondiali         | Londra    | Getto del peso | 18º (q)   | 20,04 m |                                          |

## Campionati nazionali
- 2 titoli nazionali cechi assoluti nel getto del peso (2012/2013)
- 2 titoli nazionali cechi under 23 nel getto del peso (2010, 2012)
- 1 titolo nazionale ceco juniores nel getto del peso (2009)
- 1 titolo nazionale ceco juniores indoor nel getto del peso (2009)

2008
- Argento ai campionati nazionali cechi under 23, getto del peso - 16,82 m

2009
- Bronzo ai campionati nazionali cechi indoor, getto del peso - 17,09 m
- Oro ai campionati nazionali cechi juniores indoor, getto del peso - 18,65 m
- Oro ai campionati nazionali juniores cechi, getto del peso - 19,61 m
- 4º ai campionati nazionali cechi, getto del peso - 16,99 m
- Argento ai campionati nazionali cechi under 23, getto del peso - 17,31 m

2010
- Bronzo ai campionati nazionali cechi indoor, getto del peso - 17,89 m
- 5º ai campionati nazionali cechi, getto del peso - 17,15 m
- Oro ai campionati nazionali cechi under 23, getto del peso - 17,99 m

2011
- 5º ai campionati nazionali cechi, getto del peso - 17,49 m

2012
- Oro ai campionati nazionali cechi, getto del peso - 19,79 m
- Oro ai campionati nazionali cechi under 23, getto del peso - 19,92 m

2013
- Oro ai campionati nazionali cechi, getto del peso - 21,04 m

2014
- Bronzo ai campionati nazionali cechi, getto del peso - 19,24 m

2015
- Bronzo ai campionati nazionali cechi indoor, getto del peso - 20,51 m

## Altre competizioni internazionali
2013
- 4º al Golden Gala ( Roma), getto del peso - 20,28 m
- Bronzo agli FBK Games ( Hengelo), getto del peso - 20,38 m
- Oro agli Europei a squadre (First League) ( Dublino), getto del peso - 20,62 m
- Bronzo all'Sainsbury's Grand Prix ( Birmingham), getto del peso - 20,76 m
- 4º all'Athletissima ( Losanna), getto del peso - 20,36 m
- 4º al Weltklasse Zürich ( Zurigo), getto del peso - 21,10 m
- Argento al Meeting ISTAF ( Berlino), getto del peso - 20,79 m
- Bronzo al Memorial Van Damme ( Bruxelles), getto del peso - 20,79 m

2014
- Bronzo al Hallesche Halplus Werfertage ( Halle), getto del peso - 19,81 m
- Argento al Ludvik Danek Memorial ( Turnov), getto del peso - 20,31 m
- 8º al Prefontaine Classic ( Eugene), getto del peso - 18,92 m
- 6º ai Bislett Games ( Oslo), getto del peso - 20,14 m
- 4º al Golden Spike ( Ostrava), getto del peso - 20,50 m
- 6º al Meeting Areva ( Parigi), getto del peso - 19,90 m
- 8º al Sainsbury's Glasgow Grand Prix ( Glasgow), getto del peso - 20,14 m